# 舟橋尚道
舟橋 尚道（ふなはし なおみち、1925年3月16日 - 1998年8月3日）は、日本の法学者。専門は労働法。学位は、法学博士（法政大学・論文博士・1960年）（学位論文「労働法学の方法論についての研究」）。法政大学名誉教授。勲二等瑞宝章。山形県出身。

## 略歴
1947年東京帝国大学法学部卒、1960年「労働法学の方法論についての研究」で、法政大学より法学博士の学位を取得。
全日本炭鉱労働組合書記、1948年大原社会問題研究所に入り、1949年法政大学法学部助手、講師、助教授、1960年教授、法学部学部長、大原社会問題研究所所長、1968年社会政策学会代表幹事、1996年定年、名誉教授。1995年勲二等瑞宝章受章。

## 著書
- 『賃金の経済学 働く者の生活安定のために』法政大学出版局 生活の経済学新書 1954
- 『日本の賃金形態』大月書店 1957
- 『新賃金入門』日本評論新社 1963
- 『賃金論研究』時潮社 1965
- 『労働市場と賃金形態』法政大学出版局 1966
- 『労働法学 その二重構造の解明』法律文化社 1966
- 『転換期の賃金問題』日本評論社 1971
- 『社会政策論と労働法学』時潮社 1974
- 『日本的雇用と賃金』法政大学出版局 叢書・現代の社会科学 1983
- 『経済環境と労使関係』法政大学出版局 1992

### 共編著
- 『講座日本の労働問題 第1 賃金』藤本武共編 弘文堂 1960
- 『日本型労働組合と年功制度』氏原正治郎,藤田若雄共著 東洋経済新報社 1960
- 『日本型賃金構造の研究』篠原三代平共編 労働法学研究所 1961
- 『石炭鉱業合理化の実態』藤田若雄共編 御茶の水書房 東京大学社会科学研究所調査報告 1962
- 『タイの労働事情』編 アジア経済研究所 1962
- 『マラヤ・インドネシアの労働事情』編 アジア経済研究所 1963
- 『労働組合入門』共著 合同新書 1964
- 『講座労働経済 第2日本の賃金』編 日本評論社 1967
- 『基準生活費の研究』編著 日本労働協会 1971
- 『セミナー経済学教室 労働経済』編著 日本評論社、1975
- 『講座=現代の賃金』全4巻 氏原正治郎・倉野精三・松尾均・吉村励共編集 社会思想社 1977
- 『市民生活のための法学入門』吉田和正共編著 広文社 1979
- 『現代の経済構造と労使関係 80年代の雇用と賃金をめぐる主要問題』編著 総合労働研究所 法政大学大原社会問題研究所双書 1984